# Aleksandar Tomov
 Aleksandar Tomov Lazarov (en bulgare Александър Томов Лазаров, né le 3 avril 1949 à Sklave) est un lutteur bulgare, spécialiste de lutte gréco-romaine.
Trois fois médaillé d'argent aux Jeux olympiques, il est cinq fois champion du monde et champion d'Europe.